# Tristiropsis ferruginea
Tristiropsis ferruginea är en kinesträdsväxtart som beskrevs av Leenh.. Tristiropsis ferruginea ingår i släktet Tristiropsis och familjen kinesträdsväxter. Inga underarter finns listade i Catalogue of Life.